# 通季
通季是南蘇丹西北部的小鎮，由通治州負責管轄，是該州的首府。通季位於首都朱巴西北約525公里，平均海拔高度427米，鎮上有機場設施，2010年人口約17,340。

## 外部連結
- Location of Tonj, South Sudan At Google Maps